# PC Engine
PC Engine ime je za igraću konzolu koju je razvila japanska tvrtka NEC i koja je bila dostupna na tržištu 1987. Ova konzola je nastala kao zajednički projekt NECa s japanskom sofverskom tvrtkom Hudson Soft (koja također ima i odvojak koji proizvodi i integrirana kola). Tvrtka Hudson soft je prvo razvila konzolu i tražila je tvrtku koja je htjela ući u profitabilno tržište igraćih konzola. Ova konzola je koristila memorijske karte HuCard i CD-ROM, te zbog dobrih svojstava (grafike i zvuka) premašila je prodaju nintendove NES konzole u Japanu. Popularnost ove konzole također je uvjetovalo i mogućnost nabave erotskih videoigara. Američka inačica ove konzole je bila poznata pod imenom TurboGrafx 16.